# Bukolya
Bukolya (horvátul: Bukovlje, 1910 és 1971 között Bukovlje Podvinjsko) falu és község Horvátországban, Bród-Szávamente megyében.

## Fekvése
Bród központjától 5 km-re északkeletre, Szlavónia középső részén, a Dilj-hegység déli lábánál, az Igrač-hegy alatt, a Bródról Diakovárra menő főút és az A3-as (Zágráb-Lipovac) autópálya mentén fekszik. Kelet felől Garcsin (Garčin) község, délkelet felől Felsőverba (Gornja Vrba), délnyugat felől Bród városa (Slavonski Brod), míg északról Névna (Levanjska Varoš) határolja. A település a Dilj-hegység lejtői és a Száva menti síkság találkozásánál terül el.

## A községhez tartozó falvak
A községben a 2011-es népszámlálás szerint 3.108 lakos élt.
- Bukolya (Bukovlje) – 1.982 fő
- Ježevik – 63 fő
- Korduševci – 161 fő
- Šušnjevci – 258 fő
- Vranovce (Vranovci) – 644 fő

A lakosok többsége (96,1%) horvát nemzetiségű, csekély szerb (2,3%) kisebbség mellett.

## Története
Bukolya területe már a történelem előtti időben is lakott volt. Ezt igazolják az „Igrač” lelőhely régészeti leletei, melyek az újkőkori Starčevo-kultúra korai időszakához tartoznak. Az őskori és a középkori település is az Igrač-hegy déli teraszain feküdt. 1422-ben „Bokolya”, 1446-ban „Bwkowya”, 1448-ban „Bukoya”, 1450-ban „Bwkowa”, 1483-ban „Bwkouye, Bwkowye” alakban említik a korabeli oklevelekben. A tomicai uradalomhoz tartozott, 
 így vele együtt Névna várának tartozéka volt. A névnai Treutel család után a lévai Cseh család birtoka lett. 1445-ben lévai Cseh Péter Podbacsiai Bálintnak, majd 1447-ben és 1448-ban Tomiczai László, Barnabás és Pál garai városi polgároknak zálogosította el. 1450-ben és 1453-ban Kórógyi János macsói bán zálogbirtoka lett, aki 1454-ben megvásárolta. Kórógyi János fia Gáspár a grabarjai Beriszló családnak adta zálogba. A Kórógyi család kihaltával Mátyás király Névna várával együtt 1472-ben monoszlói Csupor Miklósnak, majd az ő halálával 1474-ben Gábor kalocsai érseknek és testvérének Matucsinai Zsigmondnak adományozta.
A török 1536-ban szállta meg, de lakossága a török uralom idején is megmaradt, később azonban a felszabadító harcok során puszta lett. Az 1579-es török összeírásban a pozsegai kádiluk részeként öt házzal találjuk. 1698-ban „Bukovie” néven csak pusztaként, „Jessevics” és „Tomicza” szomszédjaként szerepel a török uralom alól felszabadított szlavóniai települések összeírásában. 1730-ban az egyházi vizitáció jegyzőkönyve szerint már 8 ház és egy kápolna is állt a településen. 1746-ban 15 házában, 26 családban, 131 fő lakott. 1754-ben megemlítik, hogy kápolnája Keresztelő Szent Jánosnak volt szentelve. 1760-ban az egyházi vizitáció 16 házzal, 39 családdal és 202 katolikus lakossal említi. 1765-ben megemlítik, hogy a falu nemrég új Keresztelő Szent János kápolnát épített harangtoronnyal, plébánosa pedig Matija Alković volt. A katonai határőrvidékek megszervezése után a bródi határőrezredhez tartozott.
Az első katonai felmérés térképén „Bukovie” néven található. Lipszky János 1808-ban Budán kiadott repertóriumában „Bukovje” néven szerepel. Nagy Lajos 1829-ben kiadott művében „Bukovje” néven 70 házzal, 369 katolikus és 5 ortodox vallású lakossal találjuk. A katonai közigazgatás megszüntetése után 1871-ben Pozsega vármegyéhez csatolták.
A településnek 1857-ben 226, 1910-ben 496 lakosa volt. Pozsega vármegye Bródi járásának része volt. Az 1910-es népszámlálás adatai szerint lakosságának 70%-a horvát, 17%-a ruszin, 9%-a magyar anyanyelvű volt. Az első világháború után 1918-ban az új szerb-horvát-szlovén állam, majd később (1929-ben) Jugoszlávia része lett. 1991-től a független Horvátországhoz tartozik. 1991-ben lakosságának 94%-a horvát nemzetiségű volt. 2011-ben a településnek 1982, a községnek összesen 3108 lakosa volt.

## Lakossága
| Lakosság változása | Lakosság változása | Lakosság változása | Lakosság változása | Lakosság változása | Lakosság változása | Lakosság változása | Lakosság változása | Lakosság változása | Lakosság változása | Lakosság változása | Lakosság változása | Lakosság változása | Lakosság változása | Lakosság változása | Lakosság változása |
| ------------------ | ------------------ | ------------------ | ------------------ | ------------------ | ------------------ | ------------------ | ------------------ | ------------------ | ------------------ | ------------------ | ------------------ | ------------------ | ------------------ | ------------------ | ------------------ |
| 1857               | 1869               | 1880               | 1890               | 1900               | 1910               | 1921               | 1931               | 1948               | 1953               | 1961               | 1971               | 1981               | 1991               | 2001               | 2011               |
| 226                | 255                | 253                | 358                | 375                | 496                | 459                | 501                | 588                | 596                | 880                | 1.268              | 825                | 902                | 1.858              | 1.982              |

## Gazdaság
Lakossága hagyományosan a mezőgazdaságból élt. A 19. század végén és a 20. század elején jelentős volt a selyemhernyó tenyésztés is, a Bród felé vezető út mentén e célból nagy eperfa ültetvények voltak. Később a településre egyre inkább hatott a közeli Bród fejlődése és a lakosság egyre nagyobb számban a bródi üzemekben dolgozott.

## Nevezetességei
- Szent József tiszteletére szentelt római katolikus temploma a podvinjei plébánia filiája.
- Görög katolikus temploma.
- Az „Igrač” nevű régészeti lelőhelyen, Brodsko gorje déli teraszain őskori és középkori település maradványait találták. A középkori leletek 15. századiak. Az őskori leletek az újkőkorszakból a Starčevo-kultúra korai időszakából, a lineáris A időszakból származnak.[9]

## Kultúra
KUD „Vranovci-Bukovlje” kulturális és művészeti egyesület női énekkarral.

## Sport
- NK Slavonac Bukovlje labdarúgóklub
- KK Slavonac Bukovlje tekeklub
- NASB Slavonac Bukovlje labdarúgó akadémia
- ŠN Bubamara labdarúgó iskola
- ŠK Slavonac Bukovlje sakk-klub